# Luci Valeri Potit (mestre de la cavalleria)
Luci Valeri Potit (en llatí: Lucius Valerius Potitus) va ser un magistrat romà Probablement era fill de Gai Valeri Potit, tribú amb potestat consular l'any 370 aC i germà de Gai Valeri Potit Flac, cònsol l'any 331 aC. Formava part de la gens Valèria, i era membre de l'antiga família dels Valeri Potit.
Va ser magister equitum del dictador Gneu Quintili Var l'any 331 aC. Quintili Var havia estat nomenat dictador clavi figendi causa, que segons Titus Livi va ser elevat a aquella magistratura per fer front a una plaga que devastava Roma en aquella època. Quan va acabar la cerimònia que se celebrava al temple de la Necessitas, van dimitir dels seus càrrecs.